# عفيف أيوب
عفيف أيوب (ولد في 30 أغسطس 1953)، هو دبلوماسي لبناني، ويعمل حاليا في منصب مدير المنظمات الدولية والمؤتمرات والعلاقات الثقافية في وزارة الشؤون الخارجية في لبنان منذ فبراير 2013.

## في السلك الدبلوماسي
خدم سابقا في العديد من البعثات الدبلوماسية: 
- مسقط، سلطنة عمان
- الدوحة، قطر
- دبى، الإمارات العربية المتحدة
- باريس فرنسا
- نيويورك، الأمم المتحدة
- كانبيرا، أستراليا

## دراسته
درس في الجامعة الأميركية في بيروت (AUB). حصل على البكالوريوس في الكيمياء في عام 1975، وماجستير في الدراسات السياسية في عام 1979.

## مؤلفاته
له كتاب (Resolutions and Decisions of the United Nations Security Council on Lebanon) (قرارات ومقررات مجلس الأمن التابع للأمم المتحدة في لبنان-1991) وهو منشور باللغات الإنجليزية والفرنسية والعربية.